# Salinas de Janubio
Salinas de Janubio so soline na otoku Lanzarote na Kanarskih otokih. So približno 9 kilometrov severno od Playa Blanca. Leta 1730 je lava iz vulkanskih izbruhov oblikovala stene naravne lagune. Soline so bile prvič zgrajene leta 1895. Vode iz naravne lagune izhlapevajo, da nastane sol. Vode v laguni so prvotno črpali z vetrno energijo, zdaj pa uporabljajo električne črpalke. Iz solin je mogoče pridobiti do 2000–15.000 ton soli na leto.
Sol, ki je prišla iz solin, je bila uporabljena za konzerviranje rib. Sol je bila uporabljena tudi za izdelavo barvil, ki jih uporabljajo lokalni umetniki, zlasti za okraske, ki se uporabljajo na letnem festivalu Corpus Christi.
Soline obiščejo številne ptice selivke.

## Zgodovina
Na območju današnjih solin se je nekoč ukvarjalo s kmetijstvom. Zaradi vulkanskega delovanja laguni, ki je v povprečju globoka tri metre in je od Atlantika ločena z rtom, so leta 1895 kot družinsko podjetje začeli graditi soline, saj so bila tu že naravna nahajališča soli. Soline se še danes raztezajo na površini okoli 45 ha. Sosednji mesti La Hoya in Las Breñas sta nastali zaradi industrije soli. Do 1970-ih so tu pridobili do 10.000 ton morske soli na leto, včasih pa je sodelovalo tudi več kot sto delavcev. To sol so uporabljale predvsem lokalne in španske ribiške flote za konzerviranje rib.
Ko pa so se ribolovne kvote zmanjšale, uveljavile nove tehnike hlajenja in na trg prišli tuji konkurenčni proizvodi, je bilo treba proizvodnjo soli drastično zmanjšati.

## Delovanje
Najprej so morsko vodo s pomočjo mlinov na veter črpali iz lagune skozi ozko mrežo razvejanih kanalov v terasasti bazenski sistem. To nalogo so pozneje prevzele električne črpalke.
Morska voda, ki se črpa v zgornje plitve bazene in vsebuje približno 3,5 odstotka soli, izhlapeva zaradi sonca in vetra. Koncentracija soli v vodi v bazenih nenehno narašča. To slanico vodijo v globlje bazene. Soli, raztopljene iz vode na dnu bazena, najprej kristalizirajo v zgornjih bazenih kot sadra in nižje kot kamena sol. Ko izčrpajo preostalo vodo ali se bazeni sami izsušijo, delavci nakopičijo sol. Nato se iz soli odstrani groba umazanija, kot so kamni, sol pa se spere z nasičeno vodo. Zdaj je zelo čisto sol mogoče fino zmleti ali neposredno pakirati, odvisno od predvidene uporabe.

## Naravni rezervat
Soline so se razvile v ekosistem s posebnimi, naravnimi značilnostmi okoliške flore in favne. Okoliška vegetacija je halofilna, tj. slanoljubna. Smrdokavra ((Upupa epops) in puščavski ščinkavec (Bucanetes githagineus) uporabljata Salinas de Janubio kot gnezditveno območje. Poleg tega se tu v zimskih mesecih naselijo različne ptice selivke, med drugim mali škurh (Numenius phaeopus), mala bela čaplja in polojnik (Himantopus himantopus).
Leta 1987 so bile Salinas de Janubio razglašene za Paraje Natural de Interés Nacional del Janubio, naravno krajino nacionalnega interesa. Leta 1994 je bilo kot del evropske sosedske politike razvrščeno kot Sitio de Interés Científico, območje znanstvenega interesa.